# 聖貝爾納多 (智利)
聖貝爾納多（西班牙語：San Bernardo）是智利的城鎮，位於該國中部，由聖地亞哥首都大區負責管轄，也是馬伊波省的首府，始建於1821年，面積155平方公里，海拔高度570米，2002年人口246,762，人口密度每平方公里1592人。

## 外部連結
- （西班牙文） Municipality of San Bernardo （页面存档备份，存于）